# Lúcio Fábio Justo
Lúcio Fábio Justo (em latim: Lucius Fabius Justus) foi um senador romano nomeado cônsul sufecto no lugar de Lúcio Licínio Sura em março de 102 para completar o nundínio em abril com Lúcio Júlio Urso Serviano. É conhecido principalmente por ter sido um correspondente de Plínio, o Jovem. Tácito se dirige a ele em Dialogus de oratoribus. Segundo Ronald Syme, Justo era um jovem que desdenhava a oratória, um militar que era "uma pessoa erudita e culta [que] havia abandonado a eloquência por uma carreira de províncias e exércitos" (apesar de haver poucas evidências de Justo governando províncias ou liderando exércitos).

## Origem
Não existem informações exatas sobre a origem de Justo. Syme e Werner Eck acreditam que ele era oriundo de uma família senatorial da Gália Narbonense. Porém, outras autoridades citam dados epigráficos que atestam que Justo era oriundo da península Ibérica e acrescentam que há mais inscrições mencionando pessoas da gente Fábia na região: existem apenas 50 destas inscrições na Narbonense e mais de 300 na Hispânia. A tese é também reforçada pelo historiador A. Kaballos. Em relação à província, uma inscrição foi encontrada na Lusitânia mencionando um Fábio Justo da tribo Galéria. Segundo a pesquisadora Francoise de Bosque-Plateau, Justo teria nascido na cidade de Ulia.

## Carreira
Na correspondência de Plínio, Justo aparece mencionado em uma carta e como destinatário em outras duas. Numa carta a Vocônio Romano, na qual Plínio se regozija do desconforto sentido pelo delator Marco Aquílio Régulo depois da morte de Domiciano (96), Justo é mencionado como uma das pessoas procuradas por Régulo para intervir em seu nome junto ao próprio Plínio na esperança de evitar que este o processasse. Das duas cartas escritas a Justo, a primeira é uma leve admoestação por ele não ter escrito e a segunda aparentemente foi escrita depois que Justo respondeu à primeira aceitando a explicação de que estava muito ocupado durante o verão e esperando pelo inverno, quando Justo teria mais tempo para escrever; além disto, Plínio promete enviar mais de seus próprios textos, aparentemente por solicitação de Justo.
Evidências sobre sua carreira só existem para o período após o seu consulado. Às vésperas da guerra dácia, Justo foi nomeado governador da Mésia Inferior no lugar de Aulo Cecílio Faustino (105), que não tinha experiência militar. No mesmo ano, os romanos sofrem o ataque dos dácios; o rei Decébalo retoma a região de Banat depois sob controle romano e depois ataca a Mésia. Trajano parte de Roma em junho de 105 e, ao chegar às margens do Danúbio, enfrenta uma situação difícil pois as incursões dácias devastaram a Mésia inferior. De acordo com os relevos da Coluna de Trajano, Decébalo teria mesmo conseguido tomar posse de vários fortes auxiliares; muitos dos fortes na Valáquia são ocupados ou assediados, assim como vários construídos ao longo do Danúbio. Trajano chegou com tropas para reforçar o exército de Fábio Justo e o trabalho de reconquista dura todo o verão de 105. No ano seguinte, Trajano invadiu o Reino da Dácia, que foi anexado ao Império Romano depois do suicídio de Decébalo. Justo permaneceu na região até o final da guerra, em 108.
Syme data as duas cartas de Plínio neste período, o que explica o motivo de ele estar sempre ocupado durante o verão. Terminado seu mandato, Justo foi nomeado no mesmo ano para governar a Síria, onde permaneceu até 112. Syme especula que é possível que ele tenha morrido lá e por isso não conseguiu o segundo consulado.